# گربه‌ماهی ایزاک
گربه‌ماهی ایزاک (نام علمی: Holohalaelurus regani) نام یک گونه از سرده کوسه‌های سبحان‌الله است.